# Sulubung
Sulubung (nepalski: सुलुबुङ) – gaun wikas samiti we wschodniej części Nepalu w strefie Meći w dystrykcie Ilam. Według nepalskiego spisu powszechnego z 2001 roku liczył on 679 gospodarstw domowych i 3470 mieszkańców (1703 kobiet i 1767 mężczyzn).